# Eupatorium trichospermoides
Eupatorium trichospermoides là một loài thực vật có hoa trong họ Cúc. Loài này được Alain mô tả khoa học đầu tiên năm 1994.